# Squadra britannica di Coppa Davis
La squadra britannica di Coppa Davis rappresenta la Gran Bretagna nella Coppa Davis, ed è posta sotto l'egida dalla Lawn Tennis Association. Tennisti inglesi, scozzesi e gallesi possono essere selezionati per la squadra, mentre i nordirlandesi sono selezionabili insieme ai tennisti della Repubblica d'Irlanda nella squadra irlandese.
La squadra partecipa alla competizione dalla sua prima edizione nel 1900, ed è la terza nazione più vincente nella storia della competizione a pari merito con la Francia, dietro alle irraggiungibili Stati Uniti e Australia.

Vanta in totale dieci successi nella manifestazione e otto finali perse, ma se si esclude quella persa nel 1978, e vinta nel 2015, tutte le finali raggiunte dai britannici sono comprese fra il 1900 e il 1937.

## Organico 2024
Vengono di seguito illustrati i convocati per ogni singolo turno della Coppa Davis 2024. A sinistra dei nomi la nazione affrontata e il risultato finale. Fra parentesi accanto ai nomi, il ranking del giocatore nel momento della disputa degli incontri (la "d" indica che il ranking corrisponde alla specialità del doppio).
| Gruppo Mondiale Round Robin | Gruppo Mondiale Round Robin | Gruppo Mondiale Round Robin | Gruppo Mondiale Round Robin                                                                  | Gruppo Mondiale Round Robin |
| Finlandia (2-1)             | Argentina (1-2)             | Canada (1-2)                | Jack Draper (20) Billy Harris (101) Daniel Evans (178) Henry Patten (17d) Neal Skupski (19d) |                             |
| --------------------------- | --------------------------- | --------------------------- | -------------------------------------------------------------------------------------------- | --------------------------- |

## Risultati
= Incontro del Gruppo Mondiale

### 2010-2019
| Anno | Turno                        | Data            | Sede             | Avversario  | Punteggio | Esito     |
| ---- | ---------------------------- | --------------- | ---------------- | ----------- | --------- | --------- |
| 2010 | Gruppo II, 1º turno          | 5-7 marzo       | Vilnius (LTU)    | Lituania    | 2–3       | Sconfitta |
| 2010 | Gruppo II, Playoff           | 9-11 luglio     | Eastbourne (GBR) | Turchia     | 5–0       | Vittoria  |
| 2011 | Gruppo II, 1º turno          | 4-6 marzo       | Bolton (GBR)     | Tunisia     | 4–1       | Vittoria  |
| 2011 | Gruppo II, 2º turno          | 8-10 luglio     | Glasgow (GBR)    | Lussemburgo | 4–1       | Vittoria  |
| 2011 | Gruppo II, 3º turno          | 16-18 settembre | Glasgow (GBR)    | Ungheria    | 5–0       | Vittoria  |
| 2012 | Gruppo I, 1º turno           | 10-12 febbraio  | Glasgow (GBR)    | Slovacchia  | 3–2       | Vittoria  |
| 2012 | Gruppo I, 2º turno           | 6-8 aprile      | Glasgow (GBR)    | Belgio      | 1–4       | Sconfitta |
| 2013 | Gruppo I, 2º turno           | 5-7 aprile      | Coventry (GBR)   | Russia      | 3–2       | Vittoria  |
| 2013 | Spareggi Gruppo Mondiale     | 13-15 settembre | Umago (HRV)      | Croazia     | 4–1       | Vittoria  |
| 2014 | Gruppo Mondiale, 1º turno    | 31 gen.-2 feb.  | San Diego (USA)  | Stati Uniti | 3–1       | Vittoria  |
| 2014 | Gruppo Mondiale, Quarti      | 4-6 aprile      | Napoli (ITA)     | Italia      | 2–3       | Sconfitta |
| 2015 | Gruppo Mondiale, 1º turno    | 6-8 marzo       | Glasgow (GBR)    | Stati Uniti | 3–2       | Vittoria  |
| 2015 | Gruppo Mondiale, Quarti      | 17-19 luglio    | Londra (GBR)     | Francia     | 3–1       | Vittoria  |
| 2015 | Gruppo Mondiale, Semifinali  | 18-20 settembre | Glasgow (GBR)    | Australia   | 3–2       | Vittoria  |
| 2015 | Gruppo Mondiale, Finale      | 27-29 novembre  | Gand (BEL)       | Belgio      | 3–1       | Campione  |
| 2016 | Gruppo Mondiale, 1º turno    | 4-6 marzo       | Birmingham (GBR) | Giappone    | 3–1       | Vittoria  |
| 2016 | Gruppo Mondiale, Quarti      | 15-17 luglio    | Belgrado (SRB)   | Serbia      | 3–2       | Vittoria  |
| 2016 | Gruppo Mondiale, Semifinali  | 16-18 settembre | Glasgow (GBR)    | Argentina   | 2–3       | Sconfitta |
| 2017 | Gruppo Mondiale, 1º turno    | 3-5 febbraio    | Ottawa (CAN)     | Canada      | 3–2       | Vittoria  |
| 2017 | Gruppo Mondiale, Quarti      | 7-9 aprile      | Rouen (FRA)      | Francia     | 1–4       | Sconfitta |
| 2018 | Gruppo Mondiale, 1º turno    | 2-4 febbraio    | Marbella (ESP)   | Spagna      | 1–3       | Sconfitta |
| 2018 | Spareggi Gruppo Mondiale     | 14-16 settembre | Glasgow (GBR)    | Uzbekistan  | 3–1       | Vittoria  |
| 2019 | Gruppo Mondiale, Round Robin | 20 novembre     | Madrid (ESP)     | Paesi Bassi | 2–1       | Vittoria  |
| 2019 | Gruppo Mondiale, Round Robin | 21 novembre     | Madrid (ESP)     | Kazakistan  | 2–1       | Vittoria  |
| 2019 | Gruppo Mondiale, Quarti      | 22 novembre     | Madrid (ESP)     | Germania    | 2–0       | Vittoria  |
| 2019 | Gruppo Mondiale, Semifinali  | 23 novembre     | Madrid (ESP)     | Spagna      | 1–2       | Sconfitta |

| Anno | Turno                          | Data         | Sede             | Avversario  | Punteggio | Esito     |
| ---- | ------------------------------ | ------------ | ---------------- | ----------- | --------- | --------- |
| 2021 | Gruppo Mondiale, Round Robin   | 27 novembre  | Innsbruck (AUT)  | Francia     | 2-1       | Vittoria  |
| 2021 | Gruppo Mondiale, Round Robin   | 28 novembre  | Innsbruck (AUT)  | Rep. Ceca   | 2-1       | Vittoria  |
| 2021 | Gruppo Mondiale, Quarti        | 30 novembre  | Innsbruck (AUT)  | Germania    | 1-2       | Sconfitta |
| 2022 | Gruppo Mondiale, Round Robin   | 14 settembre | Glasgow (GBR)    | Stati Uniti | 1-2       | Sconfitta |
| 2022 | Gruppo Mondiale, Round Robin   | 16 settembre | Glasgow (GBR)    | Paesi Bassi | 1-2       | Sconfitta |
| 2022 | Gruppo Mondiale, Round Robin   | 18 settembre | Glasgow (GBR)    | Kazakistan  | 2-1       | Vittoria  |
| 2023 | Qualificazioni Gruppo Mondiale | 3-4 febbraio | Cota (COL)       | Colombia    | 3-1       | Vittoria  |
| 2023 | Gruppo Mondiale, Round Robin   | 13 settembre | Manchester (GBR) | Australia   | 2-1       | Vittoria  |
| 2023 | Gruppo Mondiale, Round Robin   | 15 settembre | Manchester (GBR) | Svizzera    | 2-1       | Vittoria  |
| 2023 | Gruppo Mondiale, Round Robin   | 17 settembre | Manchester (GBR) | Francia     | 2-1       | Vittoria  |
| 2023 | Gruppo Mondiale, Quarti        | 23 novembre  | Malaga (ESP)     | Serbia      | 0-2       | Sconfitta |
| 2024 | Gruppo Mondiale, Round Robin   | 11 settembre | Manchester (GBR) | Finlandia   | 2-1       | Vittoria  |
| 2024 | Gruppo Mondiale, Round Robin   | 13 settembre | Manchester (GBR) | Argentina   | 1-2       | Sconfitta |
| 2024 | Gruppo Mondiale, Round Robin   | 15 settembre | Manchester (GBR) | Canada      | 1-2       | Sconfitta |

## Statistiche giocatori
Di seguito la classifica dei tennisti britannici con almeno una partecipazione in Coppa Davis, ordinati in base al numero di vittorie. In caso di parità si tiene conto del maggior numero di incontri disputati; in caso di ulteriore parità viene dato più valore agli incontri in singolare; come quarto e ultimo criterio viene considerata la data d'esordio. Evidenziati quelli tuttora in attività.

Aggiornato alla Coppa Davis 2025 (Giappone-Gran Bretagna 3-2).
| #  | Tennista            | Singolare | Doppio | Totale |
| -- | ------------------- | --------- | ------ | ------ |
| 1  | Fred Perry          | 34-4      | 11-3   | 45-7   |
| 2  | Mike Sangster       | 29-19     | 14-3   | 43-22  |
| 3  | Andy Murray         | 33-3      | 9-7    | 42-10  |
| 4  | Bobby Wilson        | 16-12     | 25-8   | 41-20  |
| 5  | Tim Henman          | 29-8      | 11-6   | 40-14  |
| 6  | Tony Mottram        | 25-13     | 11-7   | 36-20  |
| 7  | Bunny Austin        | 36-12     | 0-0    | 36-12  |
| 8  | Christopher Mottram | 27-8      | 4-2    | 31-10  |
| 9  | Greg Rusedski       | 20-10     | 10-3   | 30-13  |
| 10 | Roger Taylor        | 26-9      | 3-2    | 29-11  |
| 11 | Jeremy Bates        | 18-18     | 9-6    | 27-24  |
| 12 | John Lloyd          | 16-19     | 11-5   | 27-24  |
| 13 | Billy Knight        | 21-13     | 6-3    | 27-16  |
| 14 | Mike Davies         | 15-7      | 9-6    | 24-13  |
| 15 | Mark Cox            | 15-6      | 8-6    | 23-12  |
| 16 | Colin Gregory       | 13-9      | 8-1    | 21-10  |
| 17 | Daniel Evans        | 14-22     | 3-2    | 17-24  |
| 18 | Geoffrey Paish      | 7-16      | 10-7   | 17-23  |
| 19 | Pat Hughes          | 2-0       | 13-7   | 15-7   |
| 20 | Jamie Murray        | 0-1       | 14-6   | 14-7   |
| 21 | Laurence Doherty    | 7-0       | 5-0    | 12-0   |
| 22 | Roger Becker        | 10-6      | 1-1    | 11-7   |
| 23 | James Ward          | 10-11     | 0-0    | 10-11  |
| 24 | Neal Skupski        | 0-0       | 10-5   | 10-5   |
| 25 | Patrick Wheatley    | 10-3      | 0-1    | 10-4   |
| 26 | Graham Stilwell     | 10-2      | 0-1    | 10-3   |
| 27 | Colin Fleming       | 1-0       | 9-2    | 10-2   |
| 28 | David Lloyd         | 0-4       | 9-6    | 9-10   |
| 29 | Algernon Kingscote  | 7-7       | 2-2    | 9-9    |
| 30 | Charles Kingsley    | 3-1       | 6-2    | 9-3    |
| 31 | Edward Higgs        | 8-4       | 0-0    | 8-4    |
| 32 | Cameron Norrie      | 7-8       | 0-0    | 7-8    |
| 33 | Brian Gilbert       | 7-4       | 0-0    | 7-4    |
| 34 | Gordon Crole Rees   | 0-2       | 7-2    | 7-4    |
| 35 | Reggie Doherty      | 2-2       | 5-0    | 7-2    |
| 36 | Mark Petchey        | 1-9       | 5-2    | 6-11   |
| 37 | Richard Lewis       | 6-6       | 0-0    | 6-6    |
| 38 | Kyle Edmund         | 6-5       | 0-0    | 6-5    |
| 39 | Leslie Godfree      | 0-0       | 6-5    | 6-5    |
| 40 | T. Mavrogordato     | 5-1       | 1-2    | 6-3    |
| 41 | Randolph Lycett     | 4-2       | 2-1    | 6-3    |
| 42 | Gordon Lowe         | 6-2       | 0-0    | 6-2    |

| #  | Tennista         | Singolare | Doppio | Totale |
| -- | ---------------- | --------- | ------ | ------ |
| 43 | Ian Collins      | 0-0       | 6-0    | 6-0    |
| 44 | Charles Dixon    | 3-7       | 2-1    | 5-8    |
| 45 | Colin Dowdeswell | 0-2       | 5-1    | 5-3    |
| 46 | Harry Lee        | 4-5       | 0-2    | 4-7    |
| 47 | Neil Broad       | 0-0       | 4-7    | 4-7    |
| 48 | Ronald Shayes    | 4-6       | 0-0    | 4-6    |
| 49 | H. Roper Barrett | 0-2       | 4-4    | 4-6    |
| 50 | Jamie Baker      | 4-4       | 0-0    | 4-4    |
| 51 | Charles Hare     | 3-3       | 1-1    | 4-4    |
| 52 | Max Woosnam      | 1-1       | 3-3    | 4-4    |
| 53 | Peter Curtis     | 0-0       | 4-2    | 4-2    |
| 54 | Cyril Eames      | 0-0       | 4-1    | 4-1    |
| 55 | Sidney Smith     | 4-0       | 0-0    | 4-0    |
| 56 | Andrew Castle    | 0-5       | 3-5    | 3-10   |
| 57 | Noel Turnbull    | 3-4       | 0-2    | 3-6    |
| 58 | Andrew Jarrett   | 1-2       | 2-4    | 3-6    |
| 59 | Stephen Shaw     | 2-5       | 1-0    | 3-5    |
| 60 | Ross Hutchins    | 0-0       | 3-4    | 3-4    |
| 61 | Dominic Inglot   | 0-0       | 3-4    | 3-4    |
| 62 | Joe Salisbury    | 0-0       | 3-4    | 3-4    |
| 63 | Arthur Gore      | 2-3       | 1-0    | 3-3    |
| 64 | Tony Pickard     | 0-1       | 3-2    | 3-3    |
| 65 | Alan Mills       | 2-1       | 1-0    | 3-1    |
| 66 | Frank Riseley    | 2-0       | 1-0    | 3-0    |
| 67 | James Parke      | 2-4       | 0-3    | 2-7    |
| 68 | Donald Butler    | 0-4       | 2-1    | 2-5    |
| 69 | Frank Wilde      | 0-1       | 2-4    | 2-5    |
| 70 | Jonathan Smith   | 0-1       | 2-3    | 2-4    |
| 71 | Chris Wilkinson  | 2-3       | 0-0    | 2-3    |
| 72 | Gerald Battrick  | 1-2       | 1-1    | 2-3    |
| 73 | Nick Brown       | 0-2       | 2-1    | 2-3    |
| 74 | Danny Sapsford   | 2-1       | 0-0    | 2-1    |
| 75 | Martin Lee       | 2-1       | 0-0    | 2-1    |
| 76 | Nigel Sharpe     | 2-0       | 0-0    | 2-0    |
| 77 | Herman David     | 2-0       | 0-0    | 2-0    |
| 78 | Gerald Oakley    | 2-0       | 0-0    | 2-0    |
| 79 | Luke Milligan    | 2-0       | 0-0    | 2-0    |
| 80 | Ken Skupski      | 0-0       | 2-0    | 2-0    |
| 81 | Alex Bogdanović  | 1-7       | 0-0    | 1-7    |
| 82 | Arvind Parmar    | 1-4       | 0-2    | 1-6    |
| 83 | Miles MacLagan   | 0-3       | 1-1    | 1-4    |
| 84 | Chris Bailey     | 1-3       | 0-0    | 1-3    |

| #   | Tennista          | Singolare | Doppio | Totale |
| --- | ----------------- | --------- | ------ | ------ |
| 85  | Alan Mackin       | 1-3       | 0-0    | 1-3    |
| 86  | Jack Draper       | 1-3       | 0-0    | 1-3    |
| 87  | Billy Harris      | 1-2       | 0-0    | 1-2    |
| 88  | Josiah Ritchie    | 1-1       | 0-1    | 1-2    |
| 89  | Paul Hutchins     | 0-2       | 1-0    | 1-2    |
| 90  | John Paish        | 0-2       | 1-0    | 1-2    |
| 91  | David Sherwood    | 0-2       | 1-0    | 1-2    |
| 92  | Alfred Beamish    | 0-0       | 1-2    | 1-2    |
| 93  | Raymond Tuckey    | 0-0       | 1-2    | 1-2    |
| 94  | Percival Davson   | 1-1       | 0-0    | 1-1    |
| 95  | Andrew Richardson | 1-1       | 0-0    | 1-1    |
| 96  | Chris Eaton       | 1-1       | 0-0    | 1-1    |
| 97  | Jacob Fearnley    | 1-1       | 0-0    | 1-1    |
| 98  | Henry Billington  | 0-0       | 1-1    | 1-1    |
| 99  | Norman Lewis      | 1-0       | 0-0    | 1-0    |
| 100 | Nick Gould        | 1-0       | 0-0    | 1-0    |
| 101 | Lee Childs        | 1-0       | 0-0    | 1-0    |
| 102 | Jonathan Marray   | 1-0       | 0-0    | 1-0    |
| 103 | John Barrett      | 0-0       | 1-0    | 1-0    |
| 104 | Mark Farrell      | 0-0       | 1-0    | 1-0    |
| 105 | Henry Patten      | 0-0       | 1-0    | 1-0    |
| 106 | Jamie Delgado     | 0-5       | 0-2    | 0-7    |
| 107 | Arthur Lowe       | 0-5       | 0-0    | 0-5    |
| 108 | Derrick Barton    | 0-4       | 0-0    | 0-4    |
| 109 | John Feaver       | 0-4       | 0-0    | 0-4    |
| 110 | Josh Goodall      | 0-4       | 0-0    | 0-4    |
| 111 | Joshua Pim        | 0-2       | 0-0    | 0-2    |
| 112 | Jimmy Jones       | 0-2       | 0-0    | 0-2    |
| 113 | Donald MacPhail   | 0-2       | 0-0    | 0-2    |
| 114 | Howard Walton     | 0-2       | 0-0    | 0-2    |
| 115 | John Clifton      | 0-2       | 0-0    | 0-2    |
| 116 | Ernest Black      | 0-1       | 0-1    | 0-2    |
| 117 | Lawrence Shaffi   | 0-1       | 0-1    | 0-2    |
| 118 | Stanley Matthews  | 0-1       | 0-1    | 0-2    |
| 119 | Keats Lester      | 0-1       | 0-0    | 0-1    |
| 120 | Arthur G. Roberts | 0-1       | 0-0    | 0-1    |
| 121 | Richard Whichello | 0-1       | 0-0    | 0-1    |
| 122 | Barry Cowan       | 0-1       | 0-0    | 0-1    |
| 123 | Liam Broady       | 0-1       | 0-0    | 0-1    |
| 124 | Walter Crawley    | 0-0       | 0-1    | 0-1    |
| 125 | John Olliff       | 0-0       | 0-1    | 0-1    |

## Andamento
La seguente tabella riflette l'andamento della squadra dal 1990 ad oggi.
| Pos.           | 90 | 91 | 92 | 93 | 94 | 95 | 96 | 97 | 98 | 99 | 00 | 01 | 02 | 03 | 04 | 05 | 06 | 07 | 08 | 09 | 10 | 11 | 12 | 13 | 14 | 15  | 16 | 17 | 18 | 19 | 21 | 22 | 23 | 24 |
| -------------- | -- | -- | -- | -- | -- | -- | -- | -- | -- | -- | -- | -- | -- | -- | -- | -- | -- | -- | -- | -- | -- | -- | -- | -- | -- | --- | -- | -- | -- | -- | -- | -- | -- | -- |
| Campione       |    |    |    |    |    |    |    |    |    |    |    |    |    |    |    |    |    |    |    |    |    |    |    |    |    | 10° |    |    |    |    |    |    |    |    |
| Finalista      |    |    |    |    |    |    |    |    |    |    |    |    |    |    |    |    |    |    |    |    |    |    |    |    |    |     |    |    |    |    |    |    |    |    |
| SF             |    |    |    |    |    |    |    |    |    |    |    |    |    |    |    |    |    |    |    |    |    |    |    |    |    |     |    |    |    |    |    |    |    |    |
| QF             |    |    |    |    |    |    |    |    |    |    |    |    |    |    |    |    |    |    |    |    |    |    |    |    |    |     |    |    |    |    |    |    |    |    |
| OF             |    |    |    |    |    |    |    |    |    |    |    |    |    |    |    |    |    |    |    |    |    |    |    |    |    |     |    |    |    |    |    |    |    |    |
| Qualificazioni | x  | x  | x  | x  | x  | x  | x  | x  | x  | x  | x  | x  | x  | x  | x  | x  | x  | x  | x  | x  | x  | x  | x  | x  | x  | x   | x  | x  | x  |    |    |    |    |    |
| Gruppo I       |    |    |    |    |    |    |    |    |    |    |    |    |    |    |    |    |    |    |    |    |    |    |    |    |    |     |    |    |    |    |    |    |    |    |
| Gruppo II      |    |    |    |    |    |    |    |    |    |    |    |    |    |    |    |    |    |    |    |    |    |    |    |    |    |     |    |    |    |    |    |    |    |    |
| Gruppo III     | x  | x  |    |    |    |    |    |    |    |    |    |    |    |    |    |    |    |    |    |    |    |    |    |    |    |     |    |    |    |    |    |    |    |    |
| Gruppo IV      | x  | x  | x  | x  | x  | x  | x  |    |    |    |    |    |    | x  |    |    |    |    |    |    | x  | x  | x  | x  | x  | x   | x  | x  | x  | x  |    |    |    |    |

Legenda
- Campione: La squadra ha conquistato la Coppa Davis.
- Finalista: La squadra ha disputato e perso la finale.
- SF: La squadra è stata sconfitta in semifinale.
- QF: La squadra è stata sconfitta nei quarti di finale.
- OF: La squadra è stata sconfitta negli ottavi di finale (1º turno). Dal 2019 sostituito dal Round Robin.
- Qualificazioni: La squadra è stata sconfitta al turno di qualificazione. Istituito nel 2019.
- Gruppo I: La squadra ha partecipato al Gruppo I della propria zona di appartenenza.
- Gruppo II: La squadra ha partecipato al Gruppo II della propria zona di appartenenza.
- Gruppo III: La squadra ha partecipato al Gruppo III della propria zona di appartenenza.
- Gruppo IV: La squadra ha partecipato al Gruppo IV della propria zona di appartenenza.
- x: Ove presente, la x indica che in quel determinato anno, il Gruppo in questione non è esistito.